# ソーシャルデザイン
ソーシャルデザイン（英語: social design）とは、社会をどう築くのかという計画。デザインの対象はモノだけではなく社会である。その対象は社会インフラの整備から社会制度までと幅が広い。

## 概要
育児、地域産業、高齢化問題、コミュニティ、災害といった社会の抱えるさまざまな課題を市民の創造力で解決する方法として近年に注目され始めた。社会的な線題の解決と同時に新たな価値を創出する画期的なしくみを作ること、単なる利益追求ではなく、社会貢献を前提としたコトやモノのデザインといった定義がなされる。
筧裕介は「人聞の持つ「創造」の力で、社会が抱える複雑な課題の解決に挑む活動」と定義。社会課題は、鬱蒼とした森のようなもので一歩足を踏み入れると出口も見えず道に迷う。ソーシャルデザインはそんな森に一本の道をつくる活動だとした。

## ソーシャルデザインを学べる日本の教育組織
学科系統分類表では大分類：芸術の中分類：デザインと、大分類：工学の中分類：その他に属する。
- 叡啓大学 ソーシャルシステムデザイン学部 ソーシャルデザイン学科
- 九州産業大学 芸術学部 ソーシャルデザイン学科
- 桃山学院大学 社会学部 ソーシャルデザイン学科
- 清泉女子大学 地球市民学部 地球市民学科 ソーシャルデザイン領域
- 関西大学大学院理工学研究科 ソーシャルデザイン専攻
- 高知工業高等専門学校 ソーシャルデザイン工学科